# Comercio árabe de esclavos

Principales rutas del comercio musulmán de esclavos en África.

La historia del comercio árabe de esclavos está relacionada con la práctica de la esclavitud en el mundo islámico, principalmente en Asia Occidental, África del Norte, África Oriental y algunos lugares de Europa (como la península ibérica, el sur de Italia durante el período de dominación musulmana, o el Imperio otomano) y actualmente en algunos países musulmanes del Sahel. El comercio árabe de esclavos se concentraba en los mercados esclavistas de Oriente Medio y el norte de África. Los esclavos con los que se comerciaba no estaban limitados a ningún tipo de color, etnia o religión, y entre ellos se incluían árabes y bereberes, especialmente en los primeros tiempos de la esclavitud musulmana.
Posteriormente, durante los siglos VIII y IX, en la época del califato islámico, la mayoría de los esclavos musulmanes eran obtenidos principalmente a partir de los pueblos eslavos (de donde derivaría la palabra esclavo en varios idiomas) de la Europa Oriental, (llamados Saqaliba por los musulmanes), persas, turcos, pueblos de las montañas del Cáucaso, como los georgianos, armenios y circasianos, así como pueblos de Asia Central, Escandinavia, bereberes del norte de África y otros pueblos de origen variado, como pueblos negros de origen africano.
A partir del siglo XVIII los esclavos del mundo musulmán llegaron mayoritariamente del sur del Sahara, de donde se estima exportaron entre 11 y 18 millones de esclavos, y especialmente de África Oriental, hasta que la esclavitud fue oficialmente abolida a finales del siglo XIX. No obstante, la esclavitud todavía sobrevive actualmente en el mundo musulmán de forma mucho más limitada o camuflada en los países árabes del Golfo Pérsico, donde llegan mujeres y niños de los antiguos Estados soviéticos, Europa Oriental, Extremo Oriente, África, el sur de Asia y otras partes de Oriente Medio.
Todas las sociedades musulmanas han sido esclavistas, desde Arabia al este de África, de Persia a Indonesia o la antigua España islámica.[cita requerida] Algunos Estados musulmanes como el Imperio otomano, el Kanato de Crimea y Sokoto fueron sociedades basadas en la esclavitud. Se calcula que unos 10-18 millones de subsaharianos fueron vendidos en países musulmanes. Entre 1530 y 1780, alrededor de 1,25 millones de europeos fueron esclavizados en el norte de África y otros 2-3 millones de eslavos fueron vendidos por el Kanato de Crimea, en donde el 75% de la población estaba compuesta por esclavos. En una sola razia, en el año 1769 fueron capturadas unas 20 000 personas en una de las últimas cometidas por Crimea.
A pesar de la abolición de la esclavitud, muchas personas siguen siendo esclavizadas por musulmanes en diferentes países. Tan sólo en 2014, más de 260 niñas fueron vendidas en el norte de Nigeria por islamistas. Las razias también son frecuentes en Kenia, en donde otras 12 mujeres fueron raptadas el mismo año. Otros 35 000 cristianos son actualmente esclavos en Sudán.

## Fuentes e historiografía sobre el comercio de esclavos

El mercado de esclavos (obra de Jean-Léon Gérôme, ca. 1884)

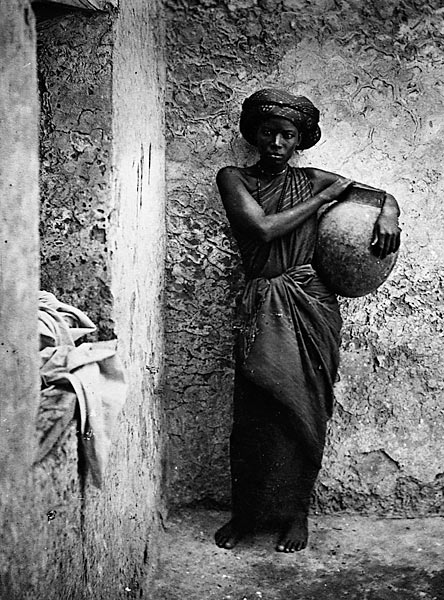
Esclava bantú en Mogadiscio, Somalia; 1882-1883.

### Un tema de controversia reciente

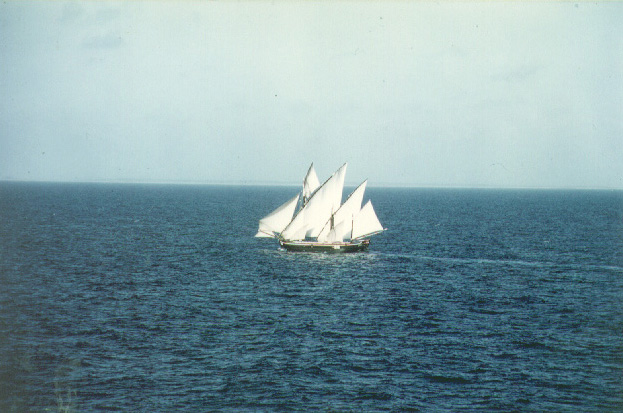
Los Dhows eran utilizados para transportar esclavos africanos a la India.

### Fuentes árabes medievales

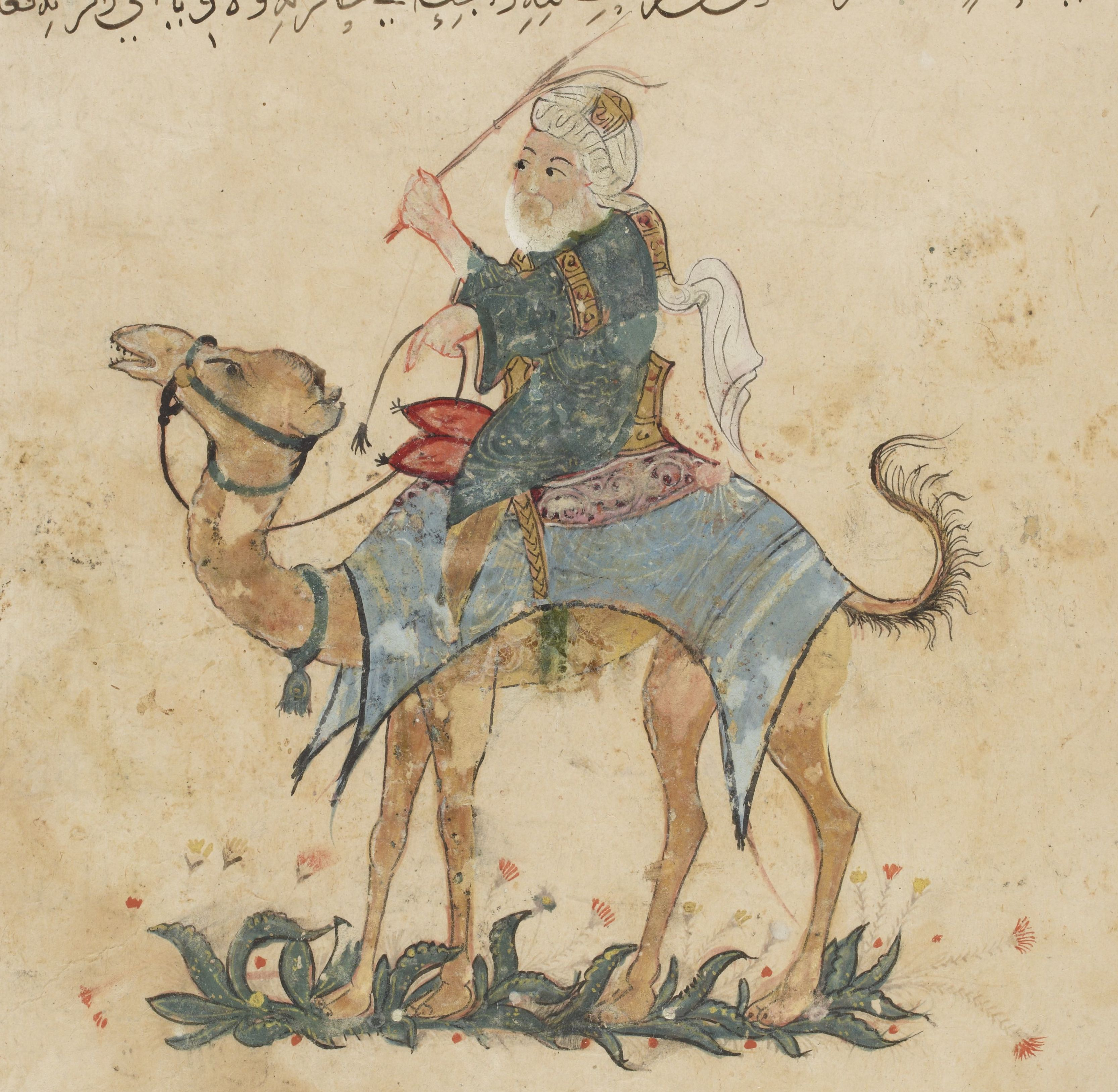
Ibn Battuta, un geógrafo bereber que visitó el África subsahariana en el siglo XIV. Por Yahya ibn Mahmud al-Wasiti

### Otras fuentes

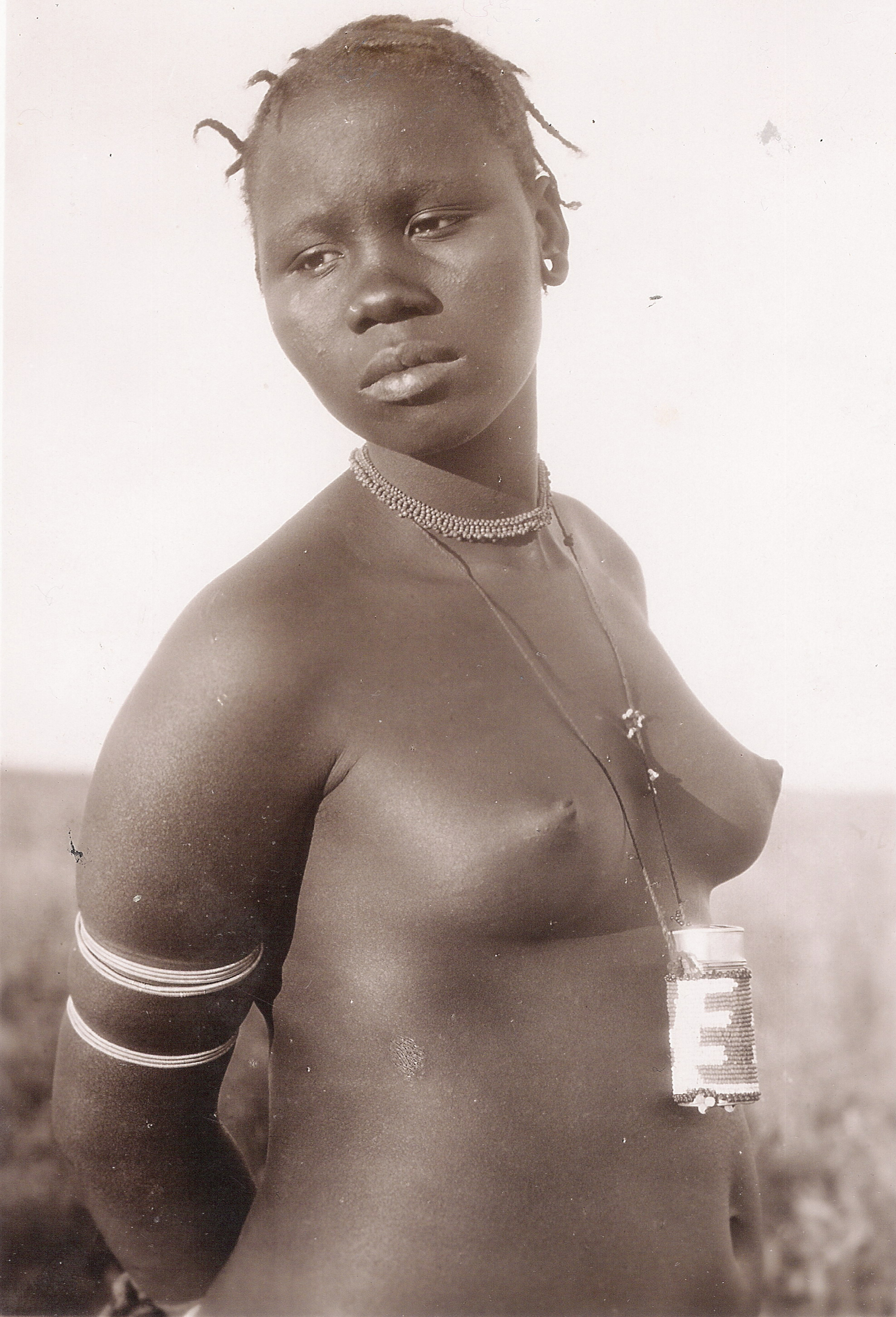
Esclava en la Libia Cirenaica, 1937.

### Perspectiva árabe de los negros

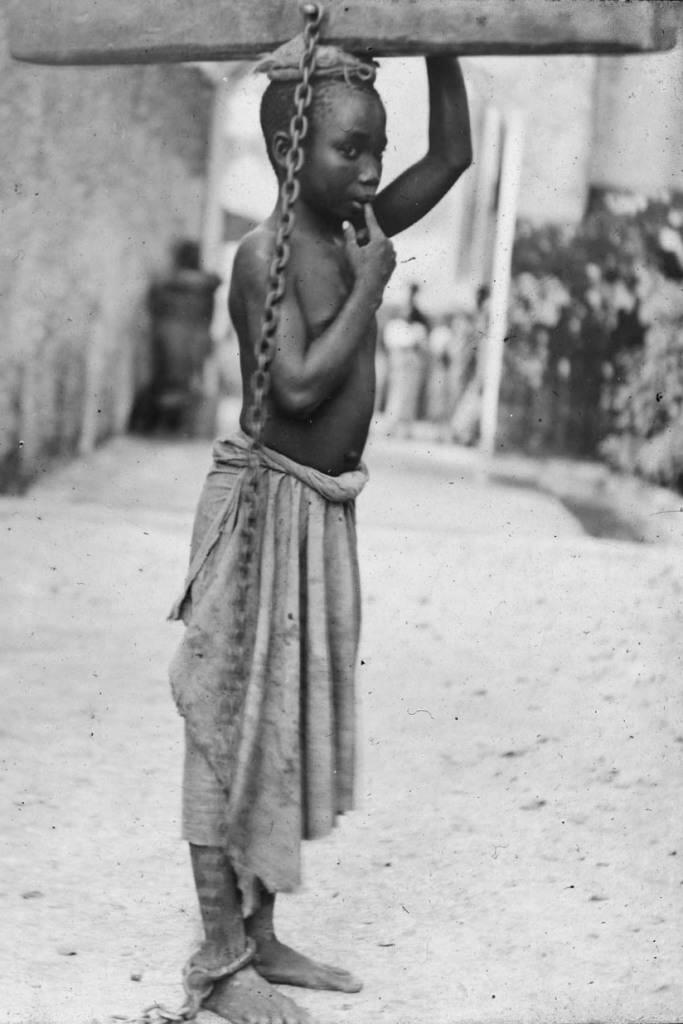
Niño esclavo castigado a portar un pesado madero por su amo musulmán en Zanzíbar, 1890.

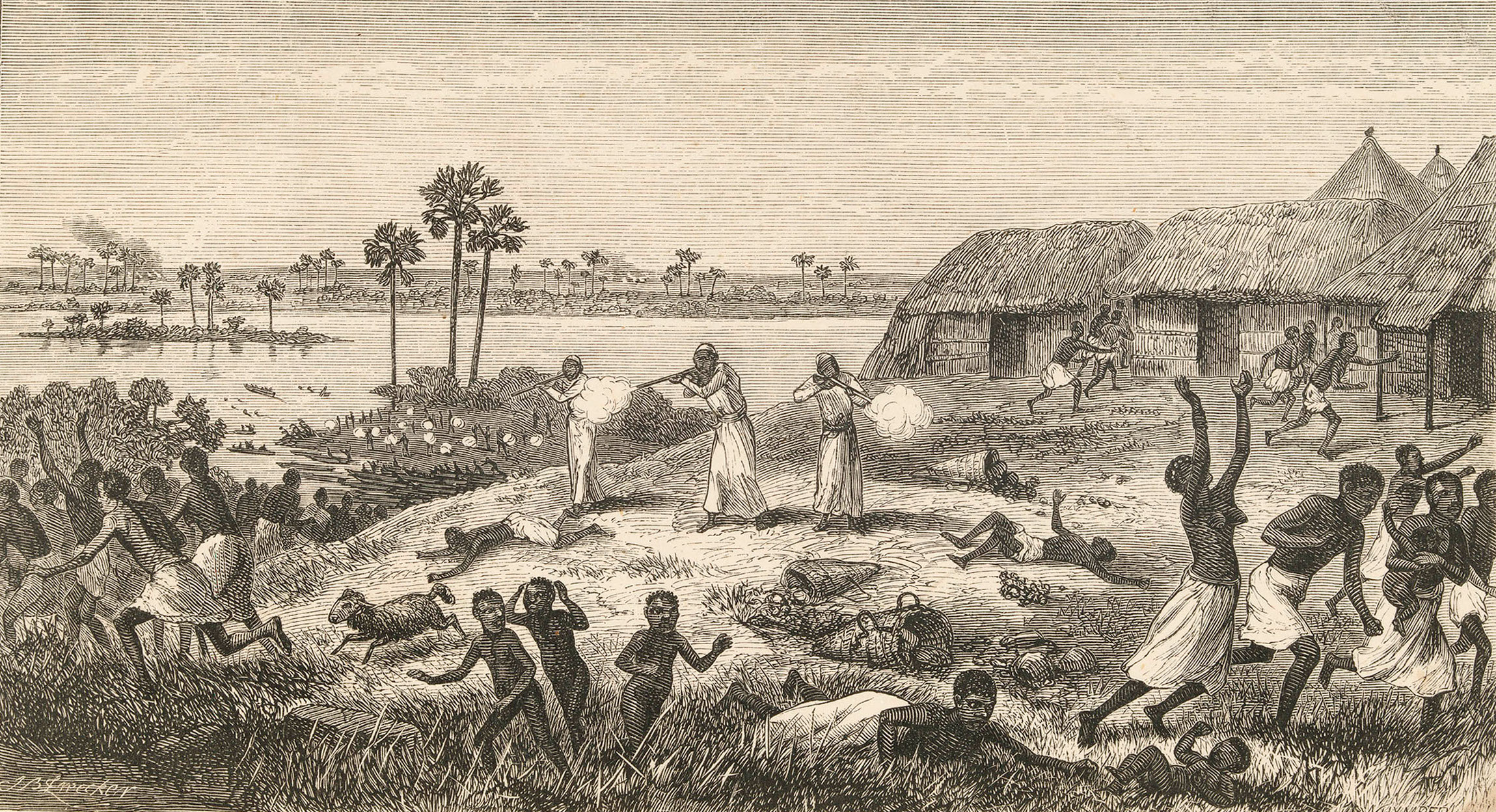
Razia de un pueblo congoleño por esclavistas musulmanes en la década de 1870.

### África: siglos –

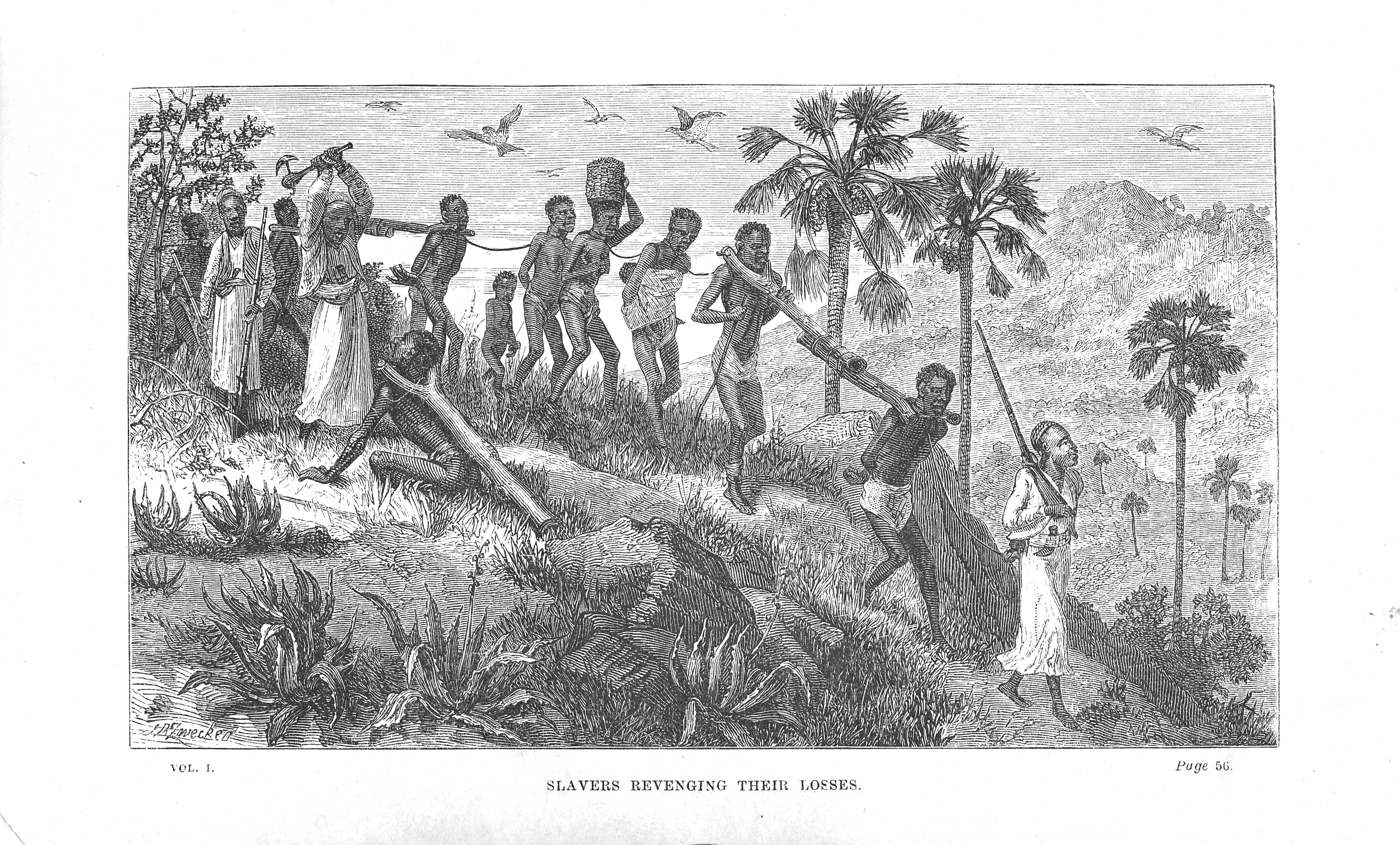
Esclavistas musulmanes y sus cautivos en el río Ruvuma en Mozambique

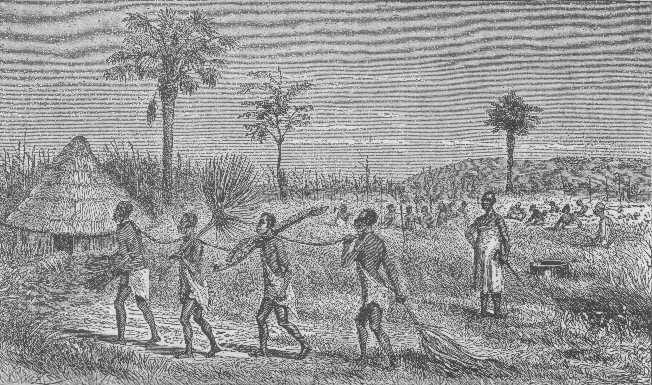
Esclavos en África Oriental – ilustración de finales del.

#### Sultanato de Zanzíbar

Costa Zanj y dominios de Zanzíbar

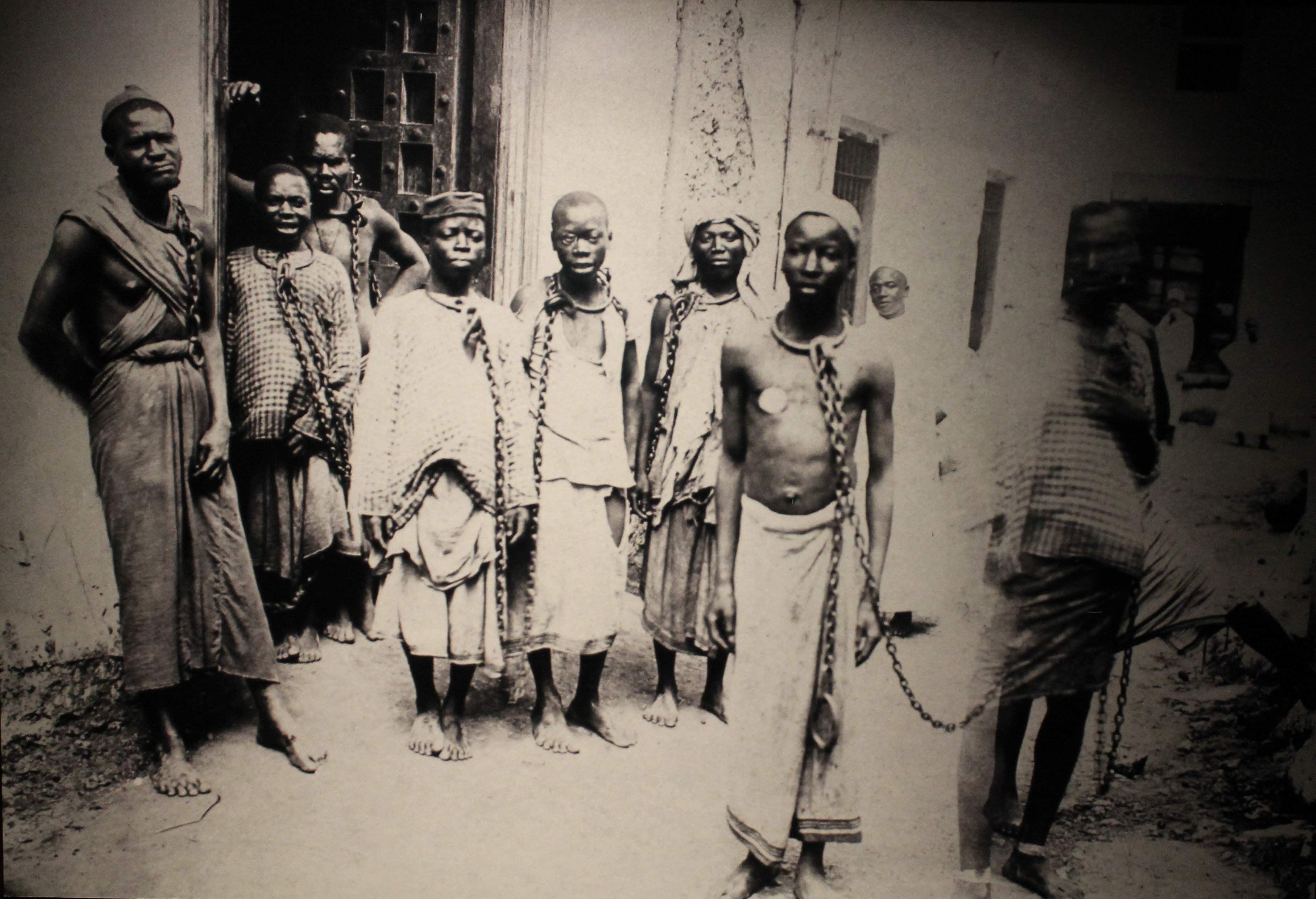
Mercado de esclavos en Zanzíbar.

## Consecuencias del comercio árabe de esclavos

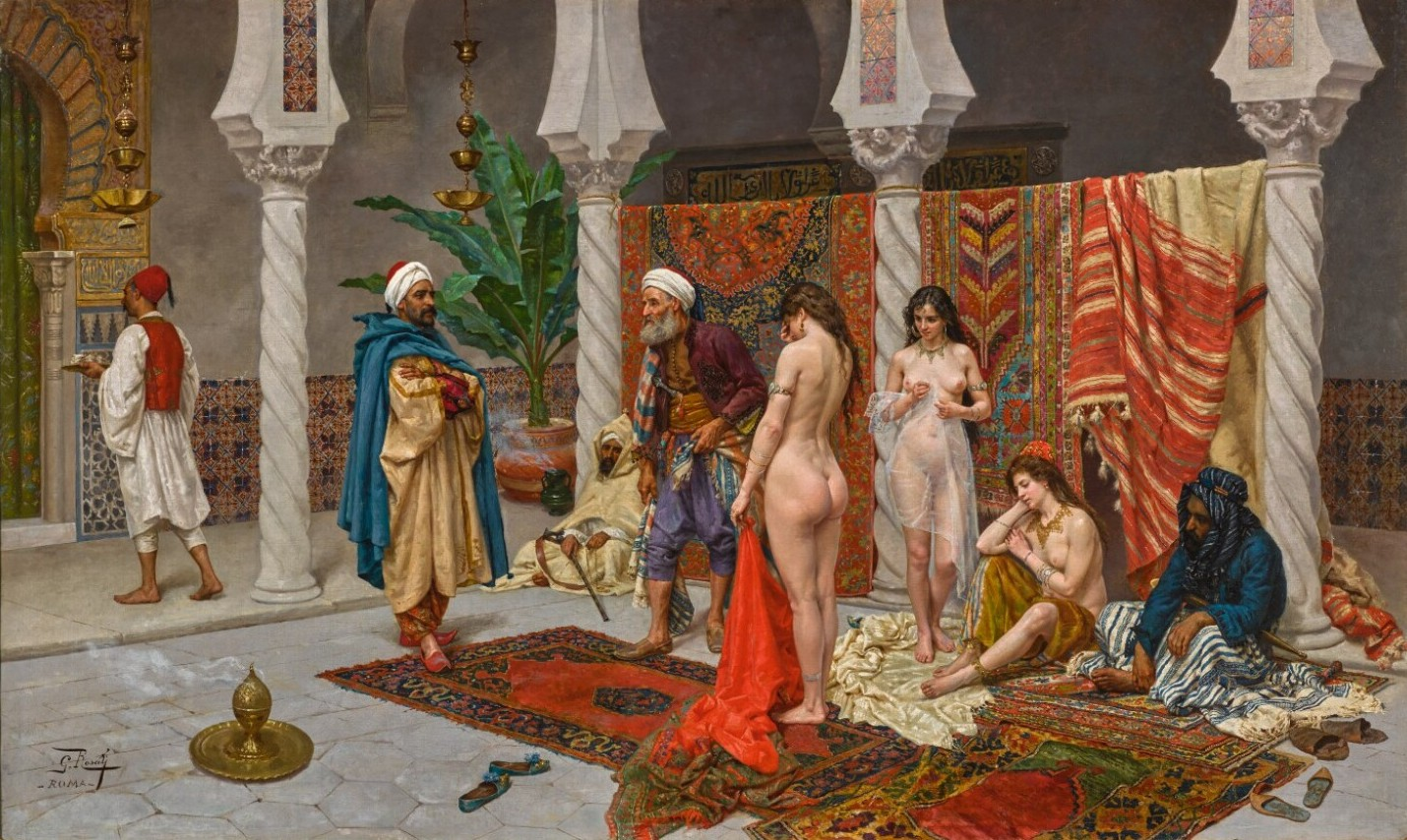
Esclavas circasianas pasando la inspección antes de ser vendidas como esclavas sexuales en un harén. (Obra de Giulio Rosati)

Los historiadores estiman que entre 11 y 18 millones de africanos negros fueron esclavizados por los mercaderes árabes y llevados hasta el mar Rojo, el océano Índico y el norte del Sahara en el período comprendido entre 650 – 2014, comparados con unos 11 millones de africanos que fueron llevados a América entre los siglos XVI–XIX.

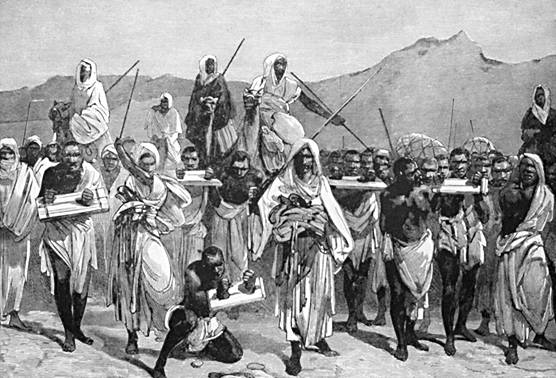
Un grabado europeo del de una caravana árabe de comercio de esclavos que transportaba esclavos africanos a través del Sahara.

Desde la España musulmana, los árabes realizaban periódicas incursiones o aceifas para saquear y arrasar los reinos ibéricos cristianos del norte de la península, consiguiendo botín y esclavos. Por ejemplo, en una incursión realizada contra la ciudad de Lisboa en el año 1189, Yaqub al-Mansur, califa de los Almohades, se apoderó de 3000 cautivos entre mujeres y niños, mientras que su gobernador en Córdoba, en un ataque posterior contra la ciudad de Silves en 1191, se apoderó de otros 3000 esclavos cristianos.
Los árabes también esclavizaron a un número sustancial de europeos. Según Rober Davies entre 1−1 250 000 europeos fueron capturados por los corsarios berberiscos, vasallos del Imperio otomano y vendidos como esclavos entre los siglos XVI y XIX. Estos esclavos eran capturados principalmente de las poblaciones costeras de Italia, España, Portugal, Francia y en menor medida de lugares más lejanos como Inglaterra, los Países Bajos, Irlanda y excepcionalmente en lugares tan apartados como Islandia y Norteamérica. El impacto de los ataques berberiscos y otomanos fue devastador. Francia, Inglaterra y España perdieron miles de barcos, y muchas poblaciones costeras fueron casi abandonadas por sus habitantes. Las incursiones de los piratas otomanos desanimaron el asentamiento en la costa hasta el siglo XIX.
La guerras de los turcos otomanos en el este de Europa, así como los ataques de los mongoles y tártaros en el oriente europeo también llevaron a muchos esclavos europeos al mundo musulmán.

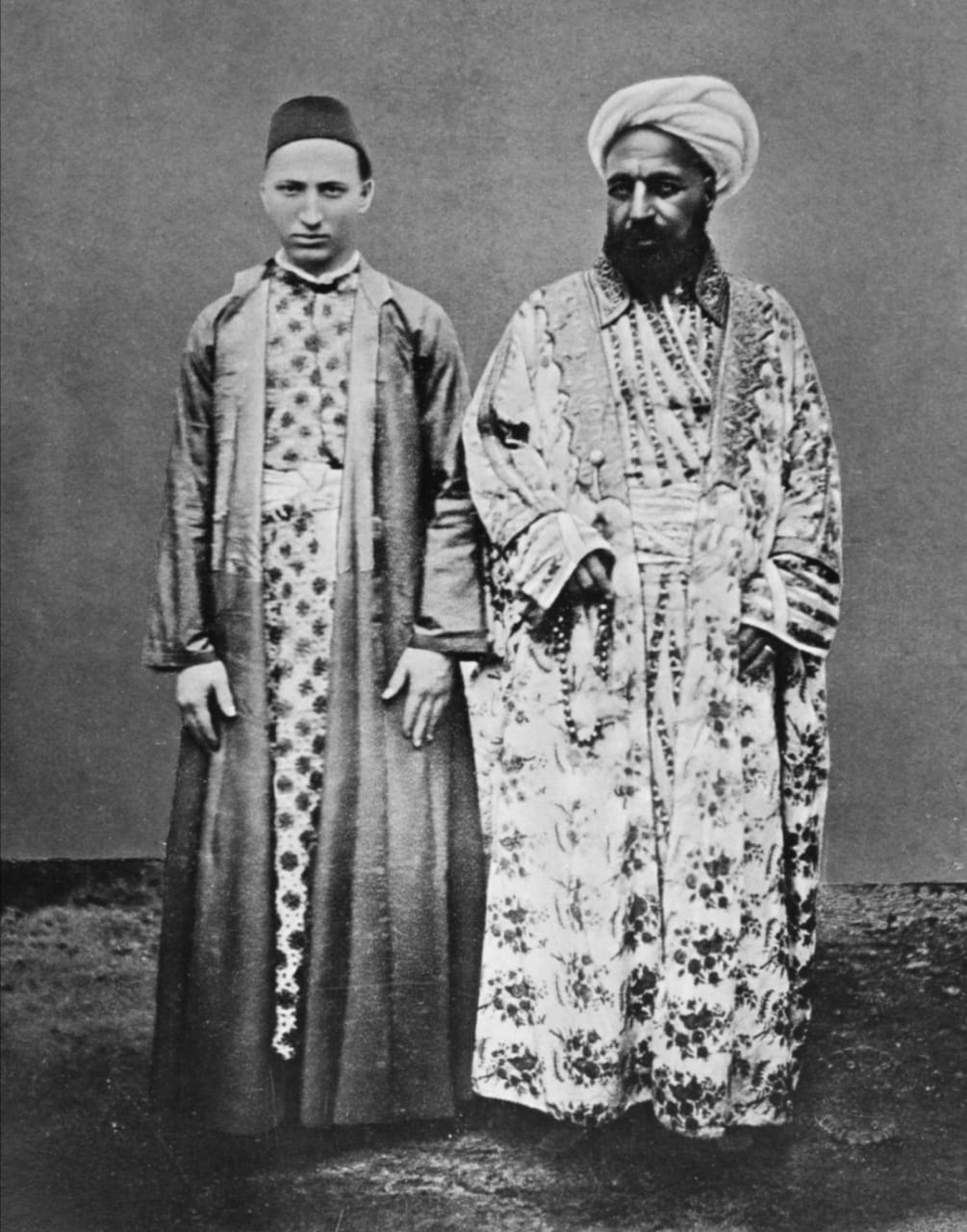
Un comerciante de La Meca (hombre con turbante y barba) y su esclavo circasiano. Fotografía titulada, "Vornehmner Kaufmann mit seinem cirkassischen Sklaven" [Distinguido comerciante y su esclavo circasiano] por Christiaan Snouck Hurgronje, ca. 1888.

El comercio “árabe” u “oriental” de esclavos, en algunas ocasiones también es conocido como comercio “islámico”, pero la esclavitud en el mundo árabe no tenía un imperativo religioso, según el profesor Patrick Manning. Sin embargo, según la doctrina islámica, si una población no musulmana se niega a adoptar el Islam y también se niega a pagar la yizia, el impuesto de protección, entonces se la considera en guerra con la Ummah, la comunidad musulmana y por lo tanto, según la sharia o ley islámica, es lícito tomar esclavos de esa población no musulmana. El uso del término “comercio islámico” o “mundo islámico” ha sido discutido por algunos musulmanes, pues considera el África subsahariana fuera del Islam y reduce las fronteras del mundo musulmán. Los difusores del Islam en África a menudo adoptaban una actitud cautelosa en el proselitismo, debido a que reducía la reserva potencial de esclavos.
Desde un punto de vista occidental, el comercio árabe de esclavos seguía dos rutas principales durante la Edad Media:
- las rutas terrestres a través de los desiertos del Magreb, Mashriq y el Sahara (ruta Occidental);[33]
- las rutas marítimas hacia el África Oriental a través del mar Rojo y el océano Índico (ruta Oriental).[34][35]

El comercio árabe de esclavos es anterior a la aparición del Islam y duró más de un milenio. Como se ha mencionado, todavía continúa hoy, mucho más reducido y bajo otras formas mucho más limitadas, en algunos lugares. Los comerciantes árabes trajeron africanos a través del océano Índico desde los territorios actuales de Kenia, Tanzania, Sudán, Eritrea, Etiopía y otros lugares de África Oriental hasta los actuales Irak, Irán, Kuwait, Turquía y otros lugares de Oriente Medio. y el sur de Asia, (principalmente Pakistán y la India). Al contrario que el comercio trasatlántico de esclavos al Nuevo Mundo, los árabes llevaron esclavos africanos solo al mundo musulmán, que en su momento de mayor auge se extendía desde Al-Ándalus, en la península ibérica, en el oeste hasta la India y el oeste de China por el este.